# Хмыкин, Валерий Николаевич
Валерий Николаевич Хмыкин (4 апреля 1951) — советский футболист, защитник, российский футбольный тренер. Мастер спорта СССР.

## Биография
В качестве футболиста провёл четыре сезона во второй лиге СССР за «Гомсельмаш», сыграл 130 матчей. В 1981 году принимал участие в международном матче своего клуба против чешской команды «Спартак» (Пелгржимов).
Также числился в составе «Торпедо» (Тольятти) и выступал за коллективы физкультуры, в том числе за «Кристалл» (Нерюнгри).
В 2000 году работал тренером и начальником команды в речицком «Ведриче», а с августа того же года — тренером в «Гомеле».
В 2001 году вернулся в «Ведрич» и стал главным тренером. Под его руководством клуб в 2001 году вылетел из высшей лиги, заняв последнее место. В 2002 и 2003 годах тренер продолжал работать в «Ведриче», команда дважды подряд финишировала четвёртой в первой лиге.
В мае 2007 года возглавил тульский «Оружейник», выступавший в любительских соревнованиях, тренировал команду до конца сезона. Под его руководством тульский клуб одержал рекордную победу 18:0 над «Хопром» (Балашов).
Имел тренерскую лицензию «С». После окончания карьеры живёт в г. Белёве Тульской области.

## Личная жизнь
Сын Владимир (род. 1978) тоже был футболистом, в ряде команд играл под руководством отца.